# Władimir Kirszon
Władimir Michajłowicz Kirszon (ros. Влади́мир Миха́йлович Киршо́н; ur. 19 sierpnia 1902, zm. 28 lipca 1938 w Moskwie) – rosyjski i radziecki pisarz, dramaturg.
Był jednym z głównych twórców organizacji literackiej RAPP – Rosyjskiego Stowarzyszenia Pisarzy Proletariackich.
Autor dramatów o problematyce społeczno-obyczajowej oraz politycznej, m.in. Rielsy gudiat (1928), Chleb (1930).
W 1937 roku został aresztowany, zmarł w więzieniu.